# کارولین ویس
 کارولین ویس (انگلیسی: Caroline Vis؛ زاده ۴ مارس ۱۹۷۰) یک تنیس‌باز اهل هلند است. 